# Мул (Фундація)
Мул (англ. The Mule) — персонаж серії науково-фантастичних романів Айзека Азімова «Фундація». Завойовник, поява якого не була передбачена планом Селдона, і який загрожував підкорити всю галактику. Присутній у другому та третьому романах оригінальної серії: «Фундація та Імперія» та «Друга Фундація».

## Особистість
Мул — один з найбільших завойовників, яких коли-небудь бачила галактика. Він менталіст, який може проникати у свідомість інших та «коригувати» їхні емоції, індивідуально чи масово, використовує цю здатність для залучення людей до своєї справи. Це не прямий контроль розуму, а тонка корекція підсвідомості; люди під впливом Мула мають неушкоджену логіку, спогади та особистість. Ці можливості дозволяють Мулу зірвати план Селдона, оскільки порушують його припущення про те, що жоден індивід не може самотужки вплинути на галактичні суспільно-історичні тенденції.
З роману «Межа Фундації» відомо, що Мул є втікачем з планети Гея. Мул крок за кроком збільшує свій вплив: спочатку перетворює банду піратів на своїх прихильників, потім цілу планету, потім потужне військове королівство Калган (яке він здобуває, ментально вплинувши на правителя), а потім і Першу Фундацію. Всього за 5 років Мул створює власну недовговічну Галактичну імперію, «Союз світів» зі столицею на Калгані, називаючи себе «Першим громадянином Союзу». Ні до, ні під час, ні довгий час після завоювання Першої фундації майже ніхто не бачив Мула і не знав, як він виглядає. Мул мав особистого музиканта і блазня Магніфіко, котрий і був справжнім Мулом, а публічна особа Мула слугувала для відвернення уваги.
Ім'я «Мул» — це натяк на стерильність мулів, оскільки він теж генетично стерильний. Без дитини-спадкоємця імперія Мула розвалюється після його смерті. Сам себе він називав «Магніфіко Гігантікус», псевдонім, який він взяв для подорожі на кораблі Фундації. Помирає він після 30 років через слабке здоров'я.

## Роль у книгах
Перша Фундація, після занепаду Імперії, лишилася єдиним постачальником ядерної зброї в галактиці, і, використовуючи цей актив, Мул починає швидко підкорювати навколишні території, відтісняючи залишки Галактичної імперії до її столиці на Неотранторі.
Після завоювання Першої Фундації, Мул припиняє активні військові дії і переключається на пошуки таємничої Другої Фундації, від якої відчуває потенційну загрозу. Згідно з натяком Гарі Селдона, вона була заснована на «протилежному кінці галактики» відносно Першої Фундації, центр якої на Термінусі. Однак її місцезнаходження невідоме і поширеною є думка, що її не існує. Тим не менш, Мул розпочинає неодноразові експедиції з її пошуків.
Ці експедиції, особливо останні, на чолі з Ханом Притчером та Бейлом Чаннісом, здаються успішними, проте йдуть за хибним шляхом. Зрештою, Другій Фундації вдалося перемогти Мула, ввігнавши його в депресію через постійні невдачі в пошуках. Бейл Ченніс, який був агентом Другої Фундації, навіяв Мулу ідею повернутися на Калган, де він перетворився на відносно нешкідливого правителя, якому не вистачає амбіцій, щоб загрожувати плану Селдона.